# Лібертаріанська наукова фантастика
Лібертаріанська наукова фантастика — піджанр наукової фантастики, який фокусується на політиці та соціальному порядкові, заснований на Лібертаріанській філософії з акцентом на індивідуалізм і обмеженість держави — а в деяких випадках, взагалі відсутня будь-яка державність.
Як категорія, лібертаріанська фантастика незвична тому, що переважна більшість її авторів ідентифікують себе як авторів наукової фантастики. Це контрастує з багатьма іншими авторами багато і служить об'єктом соціальної критики, які значною мірою йдуть від академіків або основних романістів. Ототожнення між лібертаріанством та науковою фантастикою настільки сильне, що Лібертаріанська партія США часто має власних представників наукової фантастики й одного з найгучніших авторів в наш час[коли?] Л. Нейла Сміта від Лібертаріанської партії штату Аризона, який навіть був кандидатом в Президенти США у 2000 році.